# Капу, Тибор
Тибор Капу (венг. Kapu Tibor; род. 5 ноября 1991, Вашарошнамень) — венгерский инженер-механик, космонавт. Второй венгерский космонавт/астронавт после Берталана Фаркаша, которому удалось побывать в космосе.

## Биография[3].
Окончил факультет машиностроения Будапештского университета технологии и экономики, получив квалификацию инженера-разработчика.
Профессиональную карьеру начал в фармацевтической промышленности, затем занимался разработкой аккумуляторных систем для гибридных автомобилей. Позднее работал в компании Remred Space Technologies, где участвовал в проектах, связанных с радиационной защитой для космических миссий.
7 марта 2023 года был отобран в число четырёх финалистов второго набора венгерских астронавтов в рамках программы HUNOR (Hungarian to Orbit) и вошёл в состав венгерского отряда профессиональных космонавтов. В апреле 2023 года прошёл курс физической подготовки, а в июле того же года принял участие в недельных учениях по выживанию на суше, организованных Академией подготовки унтер-офицеров Вооружённых сил Венгрии. 
25 июня 2025 года Тибор Капу совершил свой первый космический полёт в составе экипажа миссии Axiom Mission 4 (Ax-4) на борту космического корабля SpaceX Crew Dragon с названием Grace. Старт был осуществлён с площадки Космического центра Кеннеди (Флорида, США).. Через 28 часов после запуска корабль успешно состыковался с Международной космической станцией (МКС).